# Lonesome Tonight 〜君だけ見つめてる〜
「Lonesome Tonight 〜君だけ見つめてる〜」（ロンサム・トゥナイト きみだけみつめてる）は、Soul Crusadersの2枚目のシングル。

## 概要
前作に続き、「作詞（AZUKI七）、作曲（大野愛果）」という形で行った。

## 収録曲
1. Lonesome Tonight 〜君だけ見つめてる〜
  - 作詞：AZUKI七　作曲：大野愛果　編曲：寺尾広
2. Don't you know it?
  - 作詞：森下知美　作曲・編曲：寺尾広
3. Lonesome Tonight 〜君だけ見つめてる〜 <lightin' grooves mix>
  - 前作に引き続き、lightin' groovesのミックスである。
4. Lonesome Tonight 〜君だけ見つめてる〜 <instrumental>